# Рожанский, Дмитрий Аполлинариевич
Дмитрий Аполлинариевич Рожанский (1 (13) сентября 1882, Киев, Российская империя, — 27 сентября 1936, Ленинград, РСФСР, СССР) — советский учёный-физик, специалист в области радиофизики, доктор физико-математических наук, профессор, член-корреспондент Академии наук СССР. Работал исполняющим обязанности экстраординарного профессора по кафедре физики в Харьковском университете. Лауреат премии А. С. Попова (1910).

## Биография
Родился 1 сентября 1882 года в Киеве. Отец его был инженер-технолог, а мать — врач. Окончив в 1899 году гимназию и поступил на физико-математический факультет Петербургского университета, который окончил в 1904 году. Хорошо владел тремя европейскими языками, интересовался античной литературой, любил искусство.
В 1905—1906 годах Д. А. Рожанский проводит летние семестры, в Гётингене, где работал у Н. Т. Симона. В 1911 году защитил магистерскую диссертацию на тему «Влияние искры на колебательный разряд конденсатора». В том же году выбран приват-доцентом, а затем исполняющим обязанности экстраординарного профессора по кафедре физики в Харьковском университете, где работал до 1921 года. В 1913—1914 годах вышли несколько работ Дмитрия Аполлинариевича. В книге «Электрические лучи» были изложены физические основы радиотехники того периода. В 1914 году вышла книга Д. А. Рожанского «Электрические колебания и волны» в двух частях. С 1921 по 1923 года работал научным специалистом в Нижегородской радиолаборатории. Здесь Дмитрий Аполлинариевич выполнил серию работ по теории автогенераторов. В 1923 году перешёл на должность научного консультанта в Центральную радиолабораторию Треста заводов слабого тока и одновременно работал профессором физико-механического факультета Политехнического института. С 1923 года Дмитрий Аполлинариевич работал в Ленинградском физико-техническом институте. В 1931 году перешёл в Ленинградский электрофизический институт. Через два года избран членом корреспондентом Академии наук.
5 октября 1930 года был арестован после отказа голосовать на собрании за смертную казнь обвиняемым по «делу Промпартии». 29 ноября 1930 года исключён из списка ленинградской государственной физико-технической лаборатории (ГФТЛ). За него хлопотал А. Ф. Иоффе, имевший специальную встречу с Сергеем Кировым. Через несколько месяца был переведён в Ленинградское техническое бюро. Постановлением управления Народного комиссариата внутренних дел от 19 июля 1931 года дело прекращено за недостаточностью улик.
Дмитрий Аполлинариевич скончался 27 сентября 1936 года в Ленинграде.

## Научная деятельность
В 1910 году разработал методы осциллографирования быстрых электрических процессов, создав, по существу, современный осциллограф. Позднее осциллографы вошли в употребление и составляют неотъемлемую часть лабораторий, занимающихся электрическими колебаниями. Позже профессор Рожанский развил теорию резонансных кривых, в которой в качестве обязательного допущения не содержится экспоненциальный закон затухания колебаний при искровом разряде и которая благодаря этому передаёт процесс в более полной мере, чем обычные теории. Работа опубликована в «Jahrbuch der drahtlosen Telegraphie». В 1922 году создал методы расчёта излучения антенн, измерения диэлектрической проницаемости при СВЧ. Выполнил исследования особенностей распространения коротких и ультракоротких радиоволн с учётом свойств ионосферы и других факторов, по стабилизации частоты ламповых генераторов, физике газового разряда. Также профессор работал над теоретическими работами по эффекту Комптона и ферромагнетизму никеля.
Под руководством Д. А. Рожанского в Центральной радиолаборатории разрабатывались методы генерирования коротких радиоволн и стабилизации частоты коротковолновых генераторов. Одновременно Дмитрий Аполлинариевич ставил в Ленинграде и в Харькове опыты по изучению коротких электрических волн, получаемых при помощи катодных ламп. В 1925 году им были построены две коротковолновые телеграфно-телефонные радиостанции мощностью 250—300 Вт. Учёного интересовало распространения коротких волн, и в 1925 году он приехал в Харьков и привёз с собой приёмное устройство. Здесь он начал работу с Ю. Б. Кобзаревым, который помог ему в измерениях принимаемых сигналов. В 1926 году по схеме Рожанского в ЦРЛ был собран двухламповый маломощный коротковолновый передатчик. В 1927 году А. Ф. Иоффе пригласил Дмитрия Аполлинариевича в Ленинградскую государственную физикотехническую лабораторию. Под его руководством выполнен ряд исследований по физике низкотемпературной плазмы и процессам в ионных приборах, большое внимание было уделено процессам переходного характера в тиратронах и ртутных выпрямителях.
Им было впервые сопоставлено явление в искре с явлениями в дуге. Дмитрий Аполлинариевич провёл исследование, выяснившее влияние искры на форму и
период разряда и на форму резонансной кривой. Д. А. Рожанским была применена новая методика на основе брауновской трубки, нашедшей в дальнейшем широкое применение в работах с колебаниями. В дальнейшем Дмитрий Аполлинариевич усовершенствовал эту методику, применив при высокочастотных исследованиях накалённый вольфрамовый катод.
В 1932—1933 годах Дмитрий Аполлинариевич, одновременно с продолжением радиофизических работ, приступает к созданию лаборатории газового разряда. Здесь выполняются исследования процессов в низкотемпературной плазме, изучаются процессы в ионных приборах — газотронах, тиратронах и ртутных выпрямителях. Д. А. Рожанский организует общеленинградский семинар по газовому разряду.
Летом 1935 года в ЛФТИ организовали специальную лабораторию для радиообнаружения самолётов. Возглавил её Д. А. Рожанского. Учёные разработали импульсный метод радиолокации для обнаружения самолётов на больших расстояниях. К концу 1935 года была создана установка для проведения экспериментов. Это был макет будущей первой отечественной импульсной РЛС, которая вошла в историю под названием «Редут». Проведённые опыты на полигоне в районе аэродрома Монино показали, что аппаратура пригодна для измерений слабых отражённых самолётом сигналов. Уже после смерти учёного его ученик Юрий Борисович Кобзарев возглавил эту лабораторию, где была успешно завершена разработка первой отечественной импульсной РЛС дальнего обнаружения самолётов.
Дмитрий Аполлинариевич Рожанский является создателем школы радиофизиков в которой обучались такие академики: Ю. Б. Кобзарев, А. А. Слуцкин, Г. В. Брауде, М. С. Нейман.

## Награды
В 1910 году за работу «Влияние искры на колебательный разряд» награждён премией А. С. Попова.